# Elimaea tympanalis
Elimaea tympanalis är en insektsart som först beskrevs av Matsumura, S. och Tokuichi Shiraki 1908.  Elimaea tympanalis ingår i släktet Elimaea och familjen vårtbitare. Inga underarter finns listade i Catalogue of Life.